# سوفي لي
سوفي لي (بالإنجليزية: Sophie Lee)‏ هي ممثلة أسترالية، ولدت في 7 أغسطس 1968 في أستراليا.

## وصلات خارجية
- سوفي لي على موقع IMDb (الإنجليزية)
- سوفي لي على موقع ألو سيني (الفرنسية)
- سوفي لي على موقع أول موفي (الإنجليزية)
- سوفي لي على موقع قاعدة بيانات الأفلام السويدية (السويدية)
- سوفي لي على موقع قاعدة بيانات الفيلم (الإنجليزية)
- سوفي لي على موقع كينوبويسك (الروسية)